# Japan Entertainment Television
Japan Entertainment Television o JET TV (en chino tradicional, 日本娱乐电视; pinyin, Rìběn yú yuè diànshì). Es una estación de televisión de Taiwán, que transmite programas relacionados con los aspectos de la cultura japonesa. JET TV fue fundada en Singapur por la firma japonesa Sumitomo Corporation en 1996 y llevada a Taiwán en enero de 1997 por SEC Television.
Por un corto tiempo, salió al aire con programación subtitulada, sobre todo dramas japoneses, en las Filipinas antes de que saliera del aire.

## Fechas claves
- En octubre de 1996 JET TV se inició en Singapur.
- En enero de 1997, la sede principal de JET TV se trasladó a Taiwán.
- En marzo de 1997 se estrena en inglés, tailandés y mandarín.
- En 1998, JET TV en inicio en Hong Kong.
- En junio de 1999, JET TV anuncia oficialmente el cierre en Singapur.
- En noviembre de 1999, JET TV se inicia en Estados Unidos.
- En febrero de 2000, JET TV se estrena en China continental.
- En octubre de 2001, JET TV transmite a Singapur y Australia.
- En junio de 2002, JET TV transmite a Malasia.

- Datos: Q699287